# USS Los Angeles (ZR-3)
Det andet USS Los Angeles var et luftskib med stift skrog benævnt ZR-3, der blev bygget i 1923–1924 af Zeppelin-fabrikken i Friedrichshafen, Tyskland, der oprindeligt benævnte luftskibet LZ-126. Luftskibet blev overdraget til USA af den tyske regering som led i de tyske krigsskadeerstatninger efter 1. verdenskrig.

## Eksterne links
- Wikimedia Commons har flere filer relateret til USS Los Angeles (ZR-3)
- Photo galleri af USS Los Angeles Arkiveret 7. februar 2009 hos  Wayback Machine
- DANFS artikel om Los Angeles (ZR-3) Arkiveret 12. august 2012 hos  Wayback Machine

| Luftfart | Spire Denne artikel om flyvning er en spire som bør udbygges. Du er velkommen til at hjælpe Wikipedia ved at udvide den. |